# La Cabecera Concepción
La Cabecera Concepción är en ort i kommunen San Felipe del Progreso i delstaten Mexiko i Mexiko. Samhället hade 2 188 invånare vid folkräkningen 2020.